# Беньямін Маркуш
Беньямін Маркуш (словен. Benjamin Markuš, нар. 30 січня 2001, Любляна, Словенія) — словенський футболіст, опорний півзахисник австрійського клубу «Гартберг».

## Ігрова кар'єра

### Клубна
Займатися футболом Беньямін Маркуш почав в академії столичного клубу «Олімпія». У 2015 році він приєднався до молодіжної команди «Домжале». Дебют футболіста на професійному рівні відбувся в червні 2020 року у матчі чемпіонату країни проти «Алюмінія». Сезон 2020/21 Маркуш провів в оренді в клубі другого дивізіону «Доб».
Вже в січні 2021 року Маркуш повернувся до «Домжале», де забронював за собою постійне місце в основі команди. 
Після дев'яти років, які футболіст провів у складі «Домжале», перед сезоном 2024/25 Маркуш перейшов до австрійського «Гартберга», з яким підписав контракт до 2026 року.

### Збірна
В червні 2021 року Беньямін Маркуш дебютував у складі молодіжної збірної Словенії.